# 1849 en musique classique
| \| • Retour à la chronologie générale de la musique classique • \| |
| Grèce • Rome • Haut Moyen Âge • VIIIe siècle • IXe siècle • Xe siècle • XIe siècle XIIe siècle • XIIIe siècle • XIVe siècle • XVe siècle • XVIe siècle • XVIIe siècle XVIIIe siècle • XIXe siècle • XXe siècle • XXIe siècle |
| • Retour à la chronologie générale de la musique classique • |

| Années en musique classique : 1846 - 1847 - 1848 - 1849 - 1850 - 1851 - 1852    |
| Décennies en musique classique : 1810 - 1820 - 1830 - 1840 - 1850 - 1860 - 1870 |

## Événements
- 3 janvier : Le Caïd, opéra-bouffe d'Ambroise Thomas, créé à l'Opéra-Comique.
- 17 janvier : La battaglia di Legnano, opéra de Giuseppe Verdi, créé à Rome.
- 9 mars : Les Joyeuses Commères de Windsor, opéra-comique d'Otto Nicolai, créé à Berlin.
- 16 avril : Prophète, opéra de Giacomo Meyerbeer, créé à la salle Le Peletier.
- 22 avril : Symphonie no 3 de Louise Farrenc, créée à Paris
- 15 septembre : création du Requiem d'Anton Bruckner à L'abbaye de Saint-Florian en Autriche.
- 19 novembre : Symphonie no 4 de Franz Schubert (composée en 1816) créée à Leipzig.
- 8 décembre : Luisa Miller, opéra de Giuseppe Verdi, créé au Teatro San Carlo de Naples.

## Prix
- Ernest Cahen remporte le deuxième Grand Prix de Rome.

## Naissances

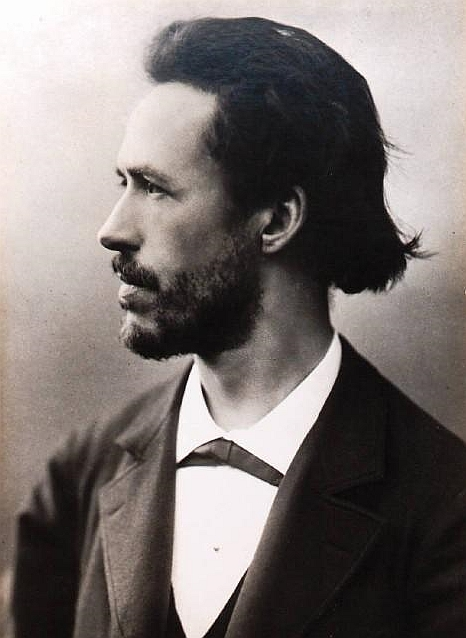
Benjamin Godard

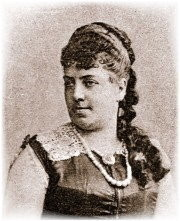
Stephanie Wurmbrand-Stuppach

- 11 février : Antony Choudens, compositeur et éditeur de musique français († 15 juillet 1902).
- 28 février : Catalina Berroa, pianiste, professeur de musique et compositrice cubaine († 23 novembre 1911).
- 20 mars : Henri Dallier, organiste et compositeur français († 23 décembre 1934).
- 28 mai : 
  - Lucien Collin, chanteur baryton et compositeur français († 21 décembre 1919).
  - Adolphe Wouters, compositeur belge († 16 avril 1924).
- 11 juin : Joseph Vézina, chef d'orchestre, compositeur, saxhorniste et pédagogue canadien († 5 octobre 1924).
- 18 juillet : Hugo Riemann, musicologue allemand († 10 juillet 1919).
- 3 août : Axel Liebmann, compositeur danois († 23 janvier 1876).
- 18 août : Benjamin Godard, compositeur français († 10 janvier 1895).
- 8 septembre : Gustav Schreck, compositeur, Thomaskantor et pédagogue allemand († 22 janvier 1918).
- 27 septembre : Nanna Liebmann, compositrice danoise († 11 mai 1935).
- 16 octobre : Charles Harford Lloyd, organiste et compositeur britannique († 16 octobre 1919).
- 15 novembre : Emil Steinbach, chef d'orchestre et compositeur allemand († 6 décembre 1919).
- 4 décembre : Ernesto Köhler, flutiste et compositeur italien († 17 mars 1907).
- 25 décembre : Roberta Geddes-Harvey, compositrice, organiste et chef de chœur canadienne († 22 avril 1930).
- 26 décembre : Stephanie Wurmbrand-Stuppach, compositrice et pianiste hongroise († 16 février 1919).

Date indéterminée
- Edmond Lemaigre, organiste, chef d'orchestre et compositeur français († 22 mai 1890).
- Ernesto Villar Millares, compositeur et musicologue espagnol († 1916).

## Décès

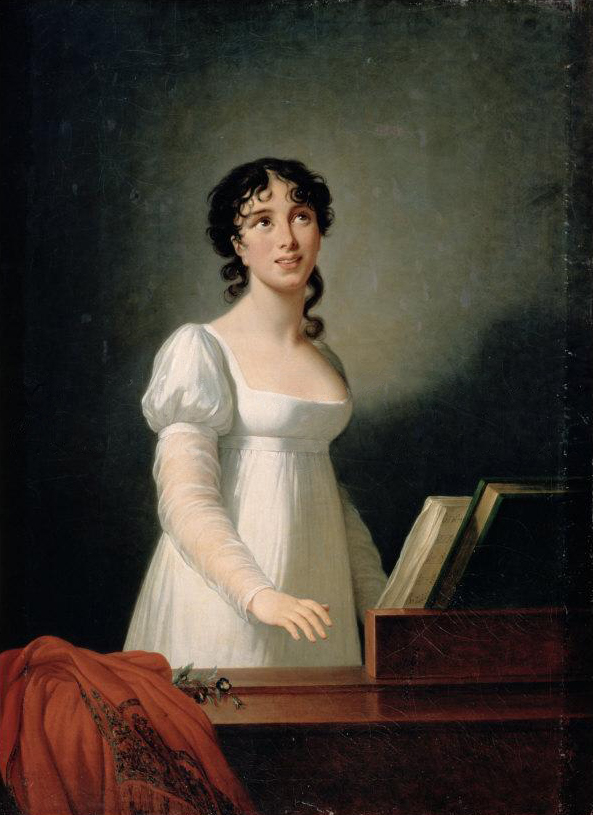
Angelica Catalani

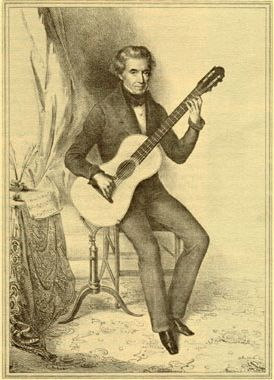
Dionisio Aguado

- 12 janvier : David Banderali, ténor italien (° 12 janvier 1789).
- 25 janvier : Elias Parish Alvars, harpiste britannique (° 28 février 1808).
- 8 février : François-Antoine Habeneck, chef d'orchestre français (° 22 janvier 1781).
- 22 février : Alexander Fesca, pianiste et compositeur allemand (° 22 mai 1820).
- 11 mai : Otto Nicolai, compositeur et chef d'orchestre allemand (° 9 juin 1810).
- 10 juin : Friedrich Michael Kalkbrenner, compositeur et pianiste allemand, naturalisé français († 7 novembre 1785).
- 13 juin : Angelica Catalani, soprano italienne (° 10 mai 1779).
- 14 juillet : François Prume, violoniste et compositeur belge (° 3 juin 1816).
- 26 août : Jacques Féréol Mazas, violoniste et pédagogue de violon français (° 23 septembre 1782).
- 25 septembre : Johann Strauss I, compositeur et chef d'orchestre autrichien (° 14 mars 1804).
- 26 septembre : Charles Baudiot, violoncelliste français (° 29 mars 1773).
- 17 octobre : Frédéric Chopin, compositeur et pianiste polonais, 39 ans (° 1er mars 1810).
- 14 décembre : Conradin Kreutzer, chef d'orchestre et compositeur allemand (° 22 novembre 1780).
- 29 décembre : Dionisio Aguado, guitariste classique, pédagogue et compositeur espagnol (° 8 avril 1787).

Date indéterminée
- Louis-Nicolas Séjan, organiste et compositeur français (° 10 juin 1786).